# Ole Meyer
Ole Meyer (født 15. maj 1959 , død 30. aug. 2018) var en dansk skuespiller.
Meyer fik sin debut på Fiolteatret i 1979 og blev uddannet fra Statens Teaterskole i 1983. Han har siden haft roller på Gladsaxe Teater, i Den Grå Hal og på Fiolteatret.

## Filmografi
- La' os være (1975)
- Måske ku' vi (1976)
- Terror (1977)
- Du er ikke alene (1978)
- Johnny Larsen (1979)
- Attentat (1980)
- Cirkus Casablanca (1981)
- Der er et yndigt land (1983)
- Otto er et næsehorn (1983)
- Forræderne (1983)
- Kurt og Valde (1983)
- Suzanne og Leonard (1984)
- Mig og Mama Mia (1989)
- 17 op (1989)
- Den blå munk (1998)
- Charlie Butterfly (2002)

### Tv-serier
- Matador (1978-1981)
- TAXA (1997-1999)
- Rejseholdet (2000-2003)